# Kaiza Karlén
Kaiza Karlén, född 4 december 1998, är en svensk friidrottare (längdhopp). Hon tävlar för IF Göta. Hon vann SM-guld i längdhopp år 2019. Kaiza är syster till friidrottaren Simon Karlén. 

## Karriär
Vid inomhus-SM för ungdomar i mars 2014 tävlade Kaiza Karlén i klassen F16 (flickor 16 år) och tog där segern med ett hopp på 5,80 m.
Karlén deltog i längdhopp i juli 2015 på ungdoms-VM i Cali, Colombia. Hon tog sig från försöken vidare till finalen där hon tog silvermedalj med nytt personbästa, 6,24 m.
2016 deltog Karlén vid junior-VM som gick i juli i Bydgoszcz, Polen. I försöken hoppade hon nytt personbästa, 6,29 m, och tog sig till final där hon med 6,25 tog en fjärdeplats.
2017 hoppade Kaiza Karlén längd vid junior-EM som gick i Grosseto, Italien. Hon gick vidare från kvalificeringsrundan med ett hopp på 6,27 m och lyckades sedan i finalen knipa en bronsmedalj med ett hopp på 6,32 m.
I februari 2022 vid inomhus-SM tog Karlén silver i längdhopp med ett hopp på personbästat 6,47 meter.

## Personliga rekord
| Utomhus - 100 meter – 12,14 (Karlstad, Sverige 22 juli 2021) - Längd – 6,52 (Esbo, Finland 10 juni 2021) - Tresteg – 10,56 (Arvika, Sverige 28 juli 2013) | Inomhus - 60 meter – 7,83 (Örebro, Sverige 13 januari 2019) - Längd – 6,47 (Växjö, Sverige 26 februari 2022) |

### Fotnoter
1. ↑  ”Tävlingsårsskiftesövergångar 15 november 2017”. friidrott.se. Arkiverad från originalet den 10 oktober 2018. https://web.archive.org/web/20181010015649/http://www.friidrott.se/forbundsinfo/overgangar/arsskifte1718.aspx. Läst 20 oktober 2019.
2. 1 2  ”Long Jump Girls  9th IAAF World Youth Championships Cali (Pascual Guerrero), Colombia 15 Jul 2015 - 19 Jul 2015” (på engelska). iaaf.org. https://www.iaaf.org/competitions/iaaf-world-u18-championships/9th-iaaf-world-youth-championships-2015-5408/results/women/long-jump/final/result. Läst 20 oktober 2019.
3. 1 2  ”European Athletics U20 Championships - Grosseto 2017” (på engelska). iaaf.org. https://www.european-athletics.org/competitions/european-athletics-u20-championships/history/year=2017/results/index.html. Läst 20 oktober 2019.
4. ↑  ”Stora SM 2017”. trackandfield.se. http://www.trackandfield.se/resultat/2017/170825_27.htm. Läst 1 oktober 2017.
5. ↑  ”Friidrotts-SM 2019 Karlstad”. Arkiverad från originalet den 2 september 2019. https://web.archive.org/web/20190902083413/http://212.247.216.72/friidrott/sm19/result_t.php. Läst 17 september 2019.
6. ↑  ”Resultat: SM-JSM-USM-VSM Stafett, Göteborg/S 12‐13.9.20 Stafetter”. friidrottsstatistik.se. https://www.friidrottsstatistik.se/resultsswe.php?CID=12970598&Season=2020. Läst 25 november 2020.
7. ↑  ”Friidrotts-SM, Borås 27-29.8.21”. friidrottsstatistik.se. https://www.friidrottsstatistik.se/resultsswe.php?CID=12994166&Season=2021. Läst 29 augusti 2021.
8. ↑  ”Resultat: Friidrotts-SM, Söderhamn 28‐30.7.23”. friidrottsstatistik.se. https://www.friidrottsstatistik.se/resultsswe.php?CID=13045848&Season=2023. Läst 7 september 2023.
9. ↑  ”Inomhus-SM 2019”. liveresults.se. https://liveresults.se/competition/inomhus-sm-2019?tab=results. Läst 17 februari 2019.
10. ↑  ”Resultat: Inomhus-SM, Malmö/A 19‐21.2.21 Inne”. friidrottsstatistik.se. https://www.friidrottsstatistik.se/resultsswe.php?CID=12976657&Season=2021. Läst 23 juli 2021.
11. ↑  ”Resultat: ISM, Växjö 25‐27.2.22 Inne”. friidrottsstatistik.se. https://www.friidrottsstatistik.se/resultsswe.php?CID=13003615&Season=2022. Läst 27 mars 2022.
12. ↑  ”Resultat: ISM, Malmö/A 17‐19.2.23 Inne”. friidrottsstatistik.se. https://www.friidrottsstatistik.se/resultsswe.php?CID=13028716&Season=2023. Läst 20 februari 2023.
13. 1 2 3 4 5 6  ”Personsida hos World Athletics” (på engelska). worldathletics.org. https://www.worldathletics.org/athletes/sweden/kaiza-karlen-14538391. Läst 20 oktober 2019.
14. ↑  Sundler, Bengt (15 december 2016). ”Ska nå längre med hjälp av Sagnia”. NWT. https://www.nwt.se/2016/12/15/ska-na-langre-med-hjalp-av-sagnia/. Läst 15 augusti 2022.
15. ↑  ”IUSM 2014 Telekonsult Arena Växjö 8-9 Mars”. telekonsultarena.se. https://telekonsultarena.se/resultat/iusm14/resultat.php. Läst 21 oktober 2019.
16. ↑  ”Long Jump Women IAAF World U20 Championships Bydgoszcz 2016” (på engelska). iaaf.org. https://www.iaaf.org/competitions/iaaf-world-u20-championships/iaaf-world-u20-championships-bydgoszcz-2016-5680/results/women/long-jump/final/result. Läst 20 oktober 2019.
17. ↑  ”Seger för Khaddi Sagnia i tidernas bästa längdtävling”. friidrottaren.com. 26 februari 2022. https://www.friidrottaren.com/seger-for-khaddi-sagnia-i-tidernas-basta-langdtavling/. Läst 29 mars 2022.
18. 1 2 3 4 5  ”Personsida på European Athletics' webbplats” (på engelska). european-athletics.org. https://www.european-athletics.com/historical-data/athletes/sweden/kaiza-karlen-014538391. Läst 20 oktober 2019.